# Liste des comtes de Roucy

D'or au lion d'azur (armé et lampassé de gueules),.

Voici une liste des comtes de Roucy.

## Le comté

### Les terres
L'une des sept pairies du duché de Champagne, il en formait la limite nord-ouest. Le comte de Roucy portait aussi le titre de comte de Reims, et a un temps possédé le château de la Porte de Mars, le château épiscopal de Reims.
Le comté, bien que variant au fil du temps et des querelles seigneuriales s’étendait le long de l'Aisne de Pargnan en aval à Évergnicourt en amont. Au nord limité par le tracé de l'Ailette et au sud par celui de la Vesle.
Il jouxtait les terres du Laonnois au nord, du domaine royal par l'ouest et la Braine, du duché de Champagne avec la ville de Reims et les terres du Rethelois à l'est.
Les terres propres du comté sont assez restreintes, elles comprenaient les villages de Roucy, Bouffignereux, Berry-au-Bac, Pontavert, Concevreux, et pour partie ceux de Blanzy-les-Fismes, Courlandon, Chaudeude.
Le comte de Roucy avait pour vassaux les seigneurs de Bouffignereux, de Mazure à Bouffignereux, de Gernicourt, de Berry-au-Bac, de la Ville-au-Bois en Laonnois, de Pontavert, Thony et Beaumarais, de Juvincourt le-Grand, Juvincourt-le-Petit et Mauchamps, du Feuillet près Berry-au-Bac et de Saint-Etienne-sur-Suippe, de Maizy, de Revillon, d'Assonville, des Hautes-Rives dites d'Aventure, de la petite Pêcherie à Maizy, des fiefs du bois Gobert et du grand Etang, d'Oeuilly et de Pargnan, de Vassogne, d'Oulches, de Pancy, de l'Epine, de Saint-Julien-Royancourt, Chailvel, Bas-Chailvet, de Saint-Paul, de Roucy à Chavignon, de Merval, de la Corbranche à Merval, de Blanzy, Chazelle de Roucy, ou du Bloc à Blanzy-lès-Fismes, de Baslieux-lès-Fismes, des faubourgs de Courlandon, de Vendière à Breuil, de Magneux et d'Ormont, d'Unchères, Chailly et Grandes Fontaines, de Vendeuil, d'Irval, de Bas-Irval, de Branscourt, de Mont-Saint-Pierre et Thillois, du fief des Chevaliers à Prosnes, de Grivry et de Vauriennes, du Meudon ou la Hocqucterie à Vauriennes, de Radonnay, de Prouilly, de Pévy, de Cramaille à Hermonville, de Bourgogne-Ventelay, Longvoisin, Lochefontaine, Breuil et la Ville-au-Bois, de Condé-sur-Suippe, d'Aizelles, de Montigny-sur-Vesle, de Merfy, de Chenay, de Romain, de Trigny, de Chamouille, de Colligis, de Mailvail, de Braye, de Craonnelle, de Tours-sur-Marne, de Muscourt, de Meurival, du grand et du petit Fayet, de Boursault, de Pouilly-les-Bétheny, de Sept-Saulx, de Lirval et de Beaune.
Les vassaux des comtes de Roucy devaient les suivre dans les guerres ; la plupart leur devaient aussi la garde du château de Roucy pendant quelques jours de l'année, ou devaient fournir un homme pour les représenter. Pendant ce même temps, le comte était obligé de les nourrir et de les héberger eux et leurs gens et leurs chevaux. Cet usage tomba peu à peu en désuétude dans le cours du XVIe siècle.
Un autre usage, qui subsista jusqu'en 1789, obligeait officiellement les vassaux du comte de Roucy à lui rendre foi et hommage avec dénombrement de leurs biens lorsqu'ils entraient en possession de leur seigneurie. Ceux du pays rémois ne se soumirent guère à cet usage féodal après l'annexion de la Champagne à la France, puis qu’à partir de cette époque la plupart commencèrent à relever directement de la couronne, comme les plus grands vassaux du royaume. Ils devaient néanmoins assister, avec leurs officiers, aux assises ou plaids généraux lorsqu'ils se tenaient à Roucy, pour publier les ordonnances de police, corriger les abus, punir les délinquants et reconnaître les droits dus au comte leur suzerain.
Jean-Baptiste Blavier (1705-1775) a dressé vers le milieu du XVIIe siècle, le sommaire des propriétés, seigneuries, fiefs et bois relevant de l'ancien comté de Roucy. Ce manuscrit commence par un état de la famille de la Rochefoucauld de Roye, au XVIIIe siècle, propriétaire du comté de Roucy, suivent des détails sur les mesures en usage dans le comté de Roucy, les baux de pêche et les justices seigneuriales de Roucy, Pontavert, Maizy, Berry-au-Bac, Boisgobert, Bourgogne, etc. Roucy était un bailliage dont les appellations relevaient de Châtillon-sur-Marne.

### La justice
Elle relevait de la coutume de Vitry pour la plus grande partie, et de celle du Vermandois ou du bailliage de Châtillon-sur-Marne pour le reste. Elle était rendue aux fourches de justice situées près du moulin à vent sur la colline de Roucy pour ce qui était des fustigations ou pendaisons.
Le bailliage de Roucy fut supprimé par décret du 6 septembre 1790 concernant l'organisation de l'ordre judiciaire et qui traite de la suppression des anciens officiers et tribunaux.

## Premiers comtes
Le premier sire de Roucy devient l’allié du roi de France, Louis IV d'Outremer, avec lequel il s’empare de Reims. Le roi lui donne en fief la terre de Roucy sur laquelle il fait construire le premier château, une motte féodale, en 948. Converti au christianisme, Ragenold (Renaud) est enterré dans l’église Saint-Remi à Reims,.
v.950-963 : Renaud (Ragenold) de Roucy, comte de Roucy et de Reims († 963):p861
marié à Albérade/Aubrée, fille de Giselbert duc de Lotharingie et de Gerberge de Saxe (fille d'Henri l'Oiseleur ; remariée à Louis IV d'Outremer roi de France)
963-v.1000 : Gislebert de Roucy, comte de Roucy et vicomte de Reims († v.1000), fils du précédent:p862. C'est le premier à avoir porté le titre de « comte de Roucy ». → Sa fratrie : Ermentrude ci-dessous ; Gerberge x Fromond II de Sens ; Brun évêque de Langres en 980-1016.
v.1000-1033 : Ebles Ier de Roucy, comte de Roucy puis archevêque de Reims (1021-1033). Ce fut le dernier comte de Roucy à porter également de titre de comte de Reims.
marié à Béatrice de Hainaut, fille de Régnier IV, comte de Hainaut, et d'Hedwige de France, fille d'Hugues Capet:p862. → Ils ont au moins deux enfants, Alix de Roucy ci-dessous, qui lui succéda ; et Hedwige/Avoye qui x Godefroi IV de Florennes-Rumigny.
Aucun document d'époque ne mentionne la parenté entre Gislebert et son successeur Ebles Ier. On a longtemps pensé qu'Ebles de Roucy était un fils de Gislebert et d'une fille de Guillaume III Tête d'Étoupe duc d'Aquitaine et comte de Poitiers.
Une étude récente, visualisée dans le tableau généalogique de l'article Ebles, penche pour une autre thèse : Ebles Ier de Roucy serait fils d'Ebles de Poitiers (lui-même fils de Guillaume IV d'Aquitaine et d'Emma de Blois-Vermandois fille du Tricheur et de Liutgarde de Vermandois) et d'une fille d'Aubry II, comte de Mâcon, et d'Ermentrude de Roucy (fille du comte Renaud et sœur du comte Giselbert de Roucy ci-dessus ; souche également des comtes de Mâcon et de Bourgogne (Franche-Comté) par son second mariage avec Otte-Guillaume). Ce schéma expliquerait aussi la transmission de Marle et de Coucy, probablement venus des Vermandois carolingiens et sans doute échus au frère cadet puis à la nièce d'Ebles Ier : L(i)étaud et sa fille Ade x Enguerrand Ier sire de Boves et de Coucy. Les deux Adélaïde/Alix/Ade, de Roucy et de Coucy-Marle, sont donc cousines germaines. → Ebles Ier et Létaud de Marle ont sans doute pour sœur Judith/Iveta/Ivette/Dada, x Manassès II comte de Rethel.
Alix de Roucy (ou Aléïde, ou Adélaïde) épouse Hildouin IV de Montdidier:p862,

## Maison de Montdidier

Montdidier : De gueules à la rose d'or.

1033-1063 : Hild(o)uin IV, comte de Montdidier, d'Arcy et de Ramerupt († 1063), gendre du précédent.
mariée en 1031 à Alix de Roucy (v.1014 † 1062), fille du précédent:p863: il en a de nombreux enfants, dont André de Roucy-Ramerupt et Ebles II ci-dessous. Alix lui apporte le titre de comte de Roucy, titre porté par la suite par les comtes de Montdidier. → Ils ont trois fils : André ; Ebles II ; Hugues (d'où les seigneurs du Bois), et Alix, x Arnoul de Chiny < Otton II ; une autre Alix/Aélis, x  Conon Falcon de La Sarraz, sire de Grandson ; Marguerite, x Hugues Ier de Clermont < Renaud II ; Ade, x 1° Godefroi/Geoffroy de Guise, x 2° Gautier d'Ath et du Rœulx (postérité des deux premiers mariages, d'où la suite de ces seigneurs), et x 3° Thierry d'Avesnes ; Irmentrude, x Thibaud Ier, comte de Reynel < Hugues Ier de Reynel ; Félicie, x Sanche Ier Ramirez roi de Navarre et d'Aragon (d'où succession) ; Béatrix, x Geoffroi II du Perche (grands-parents de Marguerite de L'Aigle reine de Navarre).
1063-1103 : Ebles II, comte de Roucy et de Rameru, fils du précédent, mena une armée en Espagne contre les Sarrazins, il meurt en 1103.
marié à Sybille de Hauteville, fille de Robert Guiscard et de Sykelgaite de Salerne:p864
1104-1160 : Hugues Ier dit Cholet, comte de Roucy, dont le blason est "De gueules au chou d'or", troisième fils du précédent après Guiscard/Guichard et Thomas. → Les autres membres de la fratrie : Ebles ; Manassès ; Ermengarde, x Gervais, seigneur de Bazoches (parent de Gervais de Galilée) ; Mabile/Mabel, x 1° Hugues II-Ier du Puiset comte de Jaffa et x 2° Albert de Namur comte de Jaffa ; Agnès, x 2° Simon II de Clefmont d'où les Choiseul de Clefmont et de Lanques.
marié 2° à Richilde de Hohenstaufen, fille de Frédéric Ier de Staufen et d'Agnès de Franconie fille de l'empereur Henri IV:p864
1160-1180 : (Robert) Guiscard, comte de Roucy, fils du précédent. → Sa fratrie : Ebles ; Hugues de Thosny et du Bois (La Ville-aux-Bois-lès-Pontavert) : cf. à la fin de l'article, le dernier comte de Roucy ; Guillaume ; Ade, fille du premier mariage d'Hugues Cholet, x Gaucher II de Châtillon < Guy II, x Alix de Dreux ; Clémence, x 1° Renaud de Rozoy-en-Thiérache (fils de Clarembaud x Elisabeth de Namur ou de Rethel), et x 2° Guermond de Savigny (-sur-Ardres ?) ; Sara/Agnès, x Guy de Soupir ; Avoye ; Sibylle ; Agnès.
marié à sa cousine issue de germains Elisabeth de Mareuil dame de Neufchâtel, issue d'André de Roucy-Ramerupt ci-dessus:p864 → il en a huit enfants, dont trois hériteront successivement du titre : Raoul Ier ; Jean Ier ; et Eustachie de Roucy.
1180-1196 : Raoul Ier, comte de Roucy, fils du précédent
marié à Isabelle (Mélissande?) de Coucy, fille de Raoul Ier, seigneur de Coucy et d'Agnès de Hainaut:p865, mais meurt sans enfant.
1196-1200 : Jean Ier, comte de Roucy, frère du précédent
marié à Béatrice de Vignory:p865, il hérite du titre à la mort de son frère, mais meurt sans postérité. Son héritière est sa sœur Eustachie (→ les autres membres de la fratrie étant Ebles chanoine de Reims, Henri, Béatrice).
Eustachie de Roucy (1170 - 1221), sœur des deux comtes précédents, fille du comte Robert Guiscard et femme de Robert de Pierrepont, hérite du titre de comtesse de Roucy après la mort de ses frères:p865, mais elle ne peut s’opposer aux ambitions d’Enguerrand III de Coucy, lequel prend le titre de Roucy en 1200, en épousant la veuve Béatrice de Vignory.
1200-1204 : Enguerrand III de Coucy († 1243), fils de Raoul Ier et seigneur de Coucy, comte de Roucy
Les raisons pour lesquelles il devint comte de Roucy ne sont pas claires :
- il s'est marié à Béatrice de Vignory, veuve de Jean Ier
- sa demi-sœur est l'épouse de Raoul Ier
- il est le tuteur d'Eustachie de Roucy, qui ne se marie qu'en 1204 (?).

## Maison de Pierrepont

Pierrepont : De gueules au chef émanché d'or.

1204-1221 : Eustachie de Roucy, (1170 - †1221) fille de Robert Guiscard de Roucy, comtesse et héritière de Roucy après la mort de ses frères.
mariée en 1204 (ou 1185?) à Robert Ier de Pierrepont, seigneur de Pierrepont (la deuxième Maison de Pierrepont a été fondée par Hugues de Montfélix, possible fils naturel de Thibaud le Grand comte de Blois et de Champagne, XIIe siècle), qui devient comte de Roucy du chef de sa femme:p866. Enguerrand III de Coucy est contraint de rétrocéder le titre à Eustachie vers 1204. Robert prit le titre de comte de Roucy, que gardèrent ses successeurs.
1221-1251 : Jean II de Pierrepont, fils des précédents:p866(sa sœur Elisabeth, vicomtesse de Mareuil, x le maréchal Robert de Coucy-Pinon, sans postérité)
marié en premières noces à Isabelle de Dreux, fille de Robert II et de Yolande de Coucy (sœur d'Isabelle/Mélissende femme de Raoul Ier ci-dessus)
marié en secondes noces à Jeanne de Dampierre (?)
marié en troisièmes noces à Marie de Dammartin († 1279), fille de Simon comte d'Aumale x Marie comtesse de Ponthieu (nièce de Philippe Auguste)
1251-1271 : Jean III de Pierrepont, fils du précédent et de Marie de Dammartin (→ une sœur de Jean III, x Jean de Garlande sire de Possesse)
marié à Isabelle de Mercœur fille de Béraud VIII x Béatrice de Bourbon-Dampierre:p867
1271-1304 : Jean IV de Pierrepont, seigneur de Pierrepont et vicomte de Mareuil (tué à la bataille de Mons-en-Pévèle), fils du précédent.
marié à Jeanne de Dreux dame de La Suze:p867 fille de Robert IV comte de Dreux et de Braine et de Béatrice, comtesse de Montfort et dame de La Suze

Roussy : D'or au lion d'azur (armé et lampassé de gueules).

1304-1346 : Jean V de Pierrepont (tué à la bataille de Crécy), fils du précédent. Jean V abandonne les armes de la maison de Pierrepont pour le lion d’azur sur champ d’or. Aussi comte de Braine par sa mère : désormais, les deux titres comtaux sont réunis jusqu'à la mort d'Amé III en 1525.
→ Fratrie : Béatrice de La Suze, x Amaury III de Craon ; et Marie, x Jean II de Châteauvillain.
marié à Marguerite de Bommiers, dame de Blaison, Chemillé, Mirebeau et Montfaucon (-en-Berry et non Montfaucon en Anjou):p867 , probable fille de Marguerite de Nemours-Villebéon et de Thibaud (II) le Jeune, fils de Robert IV de Bommiers et de sa 2e épouse Yolande de Mello (à distinguer de ses demi-frères et sœur, les enfants de Robert IV de Bommiers x 1° Mathilde/Mahaut de Déols, petite-nièce de Raoul VI de Déols-Châteauroux : - Marguerite de Bommiers, x 1° Louis Ier de Beaujeu-Montferrand, et x 2° Henri III de Sully ; - Robert de Bommiers ; et - Thibaud (Ier) l'Aîné)
1346-1364 : Robert II de Pierrepont, fils du précédent
marié à Marie d'Enghien, fille de Gautier II d'Enghien, chevalier, seigneur d'Enghien, avoué de Tubize:p867.
1364-1370 : Isabelle de Pierrepont, fille du précédent
mariée à Louis de Flandre-Namur, fils de Jean Ier, sans postérité
Isabelle vendit Roucy à Louis d'Anjou en 1370, mais son oncle Simon de Pierrepont fit valoir son droit de forlignage et fit un procès devant le Parlement de Paris pour obtenir le comté. Le procès dura 20 ans et fut jugé en sa faveur.
1370-1384 : Louis Ier d'Anjou, duc d'Anjou, fils de Jean II le bon, roi de France 
1384-1390 : Louis II d'Anjou, fils du précédent
1390-1392 : Simon de Pierrepont, fils de Jean V, comte de Braine et de Roucy après la mort de son frère Robert II et de sa nièce Isabelle.
→ Fratrie des comtes Simon et Robert II : Hugues de Pierrepont vidame de Laon par son mariage avec Marie de Clacy ; Béatrice, x Louis II comte de Sancerre < Jean III, et Louis maréchal et connétable de France ; Jeanne de Blaison et Chemillé, x le grand-panetier et maréchal de France Charles Ier de Montmorency.
marié à Marie de Châtillon, fille d'Hugues de Pontarci et petite-fille du connétable Gaucher V comte de Porcien:p868
1392-1395 : Hugues II de Pierrepont, fils du précédent
→ Fratrie : Jean de Roucy évêque de Laon en 1386-1419 ; Marguerite x 1° Gaucher V de Nanteuil-la-Fosse (en la Montagne de Reims) et x 2° Robert III de Coucy-Pinon arrière-petit-fils du maréchal Robert ci-dessus (par un autre x qu'avec Élisabeth de Roucy vicomtesse de Mareuil) ; Marie, x Jacques d'Enghien-Havré : grands-parents maternels de Dunois.
marié à Blanche de Coucy-Montmirail dame d'Encre, Bailleul en Vimeu, La Ferté-Gaucher et Montmirel, petite-fille de Guillaume de Coucy:p868

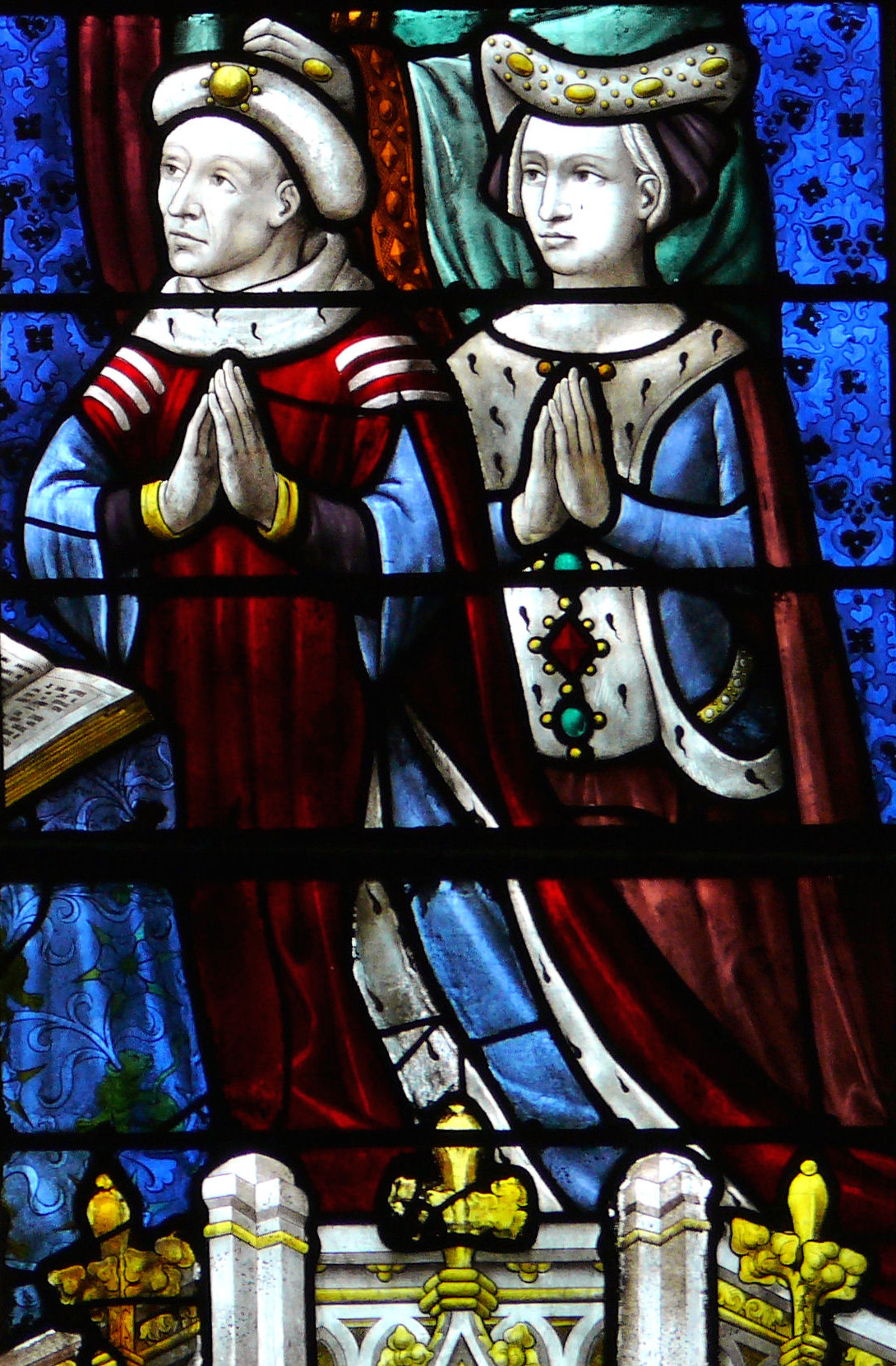
Blanche de Roucy et Louis de Bourbon. Cathédrale de Chartres, Chapelle de Vendôme.

→ Leurs filles Marguerite dame d'Encre, et Blanche de Roucy-Pierrepont, épousent respectivement : en 1403 Thomas III de Vasto marquis de Saluces (d'où Giovanna dame d'Encre, femme de Guy IV de Clermont-Nesle) ; et en 1414 Louis Ier de Bourbon-Vendôme, comte de Vendôme, Grand Maître de la Maison du Roi:p868,
1395-1415 : Jean VI de Pierrepont, seigneur de Montmirail (tué à la bataille d'Azincourt), fils du précédent. → Sa sœur Jeanne, x François d'Albret sire de Ste-Bazeille († 1435), cousin germain du connétable Charles Ier d'Albret.
marié enfant en 1398 à Élisabeth de Montagu fille de Jean de Montagu, Souverain maître de la Maison du Roi:p869.

## Maison de Sarrebruck

Sarrebruck : d'azur semé de croisettes recroisetés au pied fiché d'or au lion d'argent, armé, lampassé et couronné d'or brochant sur le tout.

1415-1459 : Jeanne de Pierrepont-Roucy, fille du précédent
mariée en 1417 à Robert Ier de Sarrebruck-Commercy (Robert III), damoiseau de Commercy-Château-Haut et sire de Louvois († 1460). Fille unique, Jeanne de Pierrepont apporta les comtés de Roucy et de Braine à son époux Robert de Sarrebruck-Commercy:p869 → Ils eurent pour enfants Jean VII de Sarrebruck-Commercy ; Amé II de Sarrebruck-Commercy ; Marie dame de Bailleul, x Jean II de Melun d'Antoing, d'Épinoy, châtelain de Gand ; et Jeanne, x Christophe de Barbençon-Jeumont seigneur de Cany:p535.
1459-1492 : Jean VII de Sarrebruck-Commercy, fils des précédents, fut comte de Roucy par la donation que lui fit sa mère à condition pour lui de porter le nom et les armes de Roucy:p535
marié à Catherine d'Orléans-Longueville fille de Dunois ci-dessus, mort sans enfant légitime (→ mais laissant deux enfants naturels : Louis seigneur de Sissonne et Marguerite).
1492-1504 : Robert II de Sarrebruck-Commercy (Robert IV), neveu du précédent, fils d'Amé II de Sarrebruck-Commercy et de Guillemette de Luxembourg-Ligny fille de Thibault seigneur de Fiennes:p536 ; petit-fils de Jeanne de Pierrepont x Robert Ier/III ci-dessus.
marié à Marie de Chaumont d'Amboise dame de Ricey, fille de Charles Ier et nièce du cardinal d'Amboise. → Ils ont un fils, Amé III de Sarrebruck-Commercy ; et trois filles : Philippe (de Commercy et Montmirail ; épouse de Charles de Silly seigneur de Rochefort, Auneau, et La Roche-Guyon) ; Catherine (de Roucy ; épouse Antoine de Roye) ; et Guillemette (de Braine ; épouse Robert III de La Marck duc de Bouillon:p536.)
1504-1525 : Amé III de Sarrebruck-Commercy, fils du précédent,:p536
Marié en 1520 à Renée de La Marck, fille de Guillaume d'Aigremont et petite-fille du Sanglier des Ardennes, ils n'eurent qu'un fils, Robert, mort en bas âge.
À la mort d'Amé III, ses trois sœurs se partagent son héritage : Philippe/Philippine (x Charles de Silly) obtient Commercy-Château-Haut, Einville, Montmirail, Louvois ; Catherine : Roucy et Pierrepont ; Guillemette (x  Robert III de La Marck) : Braine, Pontarcy, La Ferté-Gaucher, Neufchâtel.

## Maison de Roye

Roye : De gueules à la bande d'argent.

1525-1542 : Catherine de Sarrebruck, sœur d'Amé III de Sarrebruck-Commercy et fille de Robert II de Sarrebruck-Commercy,
mariée en 1505 à Antoine de Roye († 1515)
1542-1551 : Charles Ier de Roye, fils des précédents
marié à Madeleine de Mailly dame de Conti. → Leur fille Éléonore dame de Conti, x Louis Ier prince de Condé : d'où la suite des princes de Condé et de Conti

## Maison de La Rochefoucauld
|                                                                      |  |                                                     |
| Charlotte de Roye (1537-1572), dame de Pierrepont, comtesse de Roucy |  | François III (1521-1572), comte de La Rochefoucauld |

de Roye de la Rochefoucault : Ecartelé aux 1 et 4 de gueules à la bande d'argent ; aux 2 et 3 burelé d'argent et d'azur de 10 pièces à trois chevrons de gueules brochant sur le tour, le premier écimé ; sur le tout d'or au lion d'azur (armé et lampassé de gueules).

1551-1572 : Charlotte de Roye (1537-1572), fille du précédent et sœur d'Éléonore de Conti
marié en 1557 à François III comte de La Rochefoucauld (1521-1572) (François Ier comte de Roucy ; d'un 1° x avec Silvia Pic de La Mirandole, viennent François IV et la suite des comtes puis ducs de La Rochefoucauld jusqu'en 1762)
1572-1589 : Josué de La Rochefoucauld-Roye, † 1589, fils aîné des précédents, sans alliance
1589-1605 : Charles II de La Rochefoucauld-Roye (1560-1605), frère cadet du précédent
marié en 1600 à Claude de Gontaut-Biron, † 1617, fille du maréchal Armand
1605-1680 : François II-Ier de La Rochefoucauld-Roye (1603-1680), fils du précédent.
marié en 1627 à Julienne Catherine de La Tour d'Auvergne, fille d'Henri de La Tour d'Auvergne et d'Élisabeth de Nassau fille du Taciturne
1680-1690 : Frédéric-Charles de La Rochefoucauld-Roye (vers 1633-1690), fils du précédent
marié en 1656 à sa cousine Elisabeth de Durfort de Duras, petite-fille de Henri de La Tour d'Auvergne, fille de Guy-Aldonce Ier et sœur de Jacques Henri de Durfort
1690-1721 : François III-II de La Rochefoucauld-Roye (1660-1721), fils du précédent. → Son frère cadet Charles comte de Blanzac (1665-1732), x 1691 Marie-Henriette d'Aloigny fait les ducs d'Estissac, puis de Liancourt, puis de La Rochefoucauld depuis 1792 ; leur frère puîné Louis (1672-1751) fait les marquis de Roye et de La Ferté-sous-Jouarre, ducs d'Anville, puis de La Rochefoucauld en 1762-1792
marié en 1689 à Catherine-Françoise d'Arpajon (1670-1716), fille du duc Louis et de Catherine-Henriette d'Harcourt de Beuvron, héritière du duché-pairie d'Arpajon depuis 1672.
1721-1725 : François IV-III de La Rochefoucauld-Roye (1689-1725), fils du précédent
marié en 1711 à Marguerite-Elisabeth Huguet de Sémonville, † 1735
→ leur fille cadette Françoise-Pauline, Mlle de Roye (1723-guillotinée en 1793/1794), x 1740 le maréchal Louis-Antoine duc de Gontaut-Biron (1701-1788)

## Maison de Béthune-Chârost

de Béthune-Chârost : D'argent à la fasce et au lambel de gueules.

1725-1784 : Marthe-Elisabeth de la Rochefoucauld, Mlle de Roucy (1720-1784), fille aînée du précédent
mariée en 1737 à François Joseph de Béthune (1719-† 1739), marquis d'Ancenis
1784-1789 : Armand-Joseph de Béthune (1738 † 1800), marquis de Chârost
marié 1° 1760 à Louise-Suzanne Edmée Martel dame de Fontaine-Martel et Fontaine-Bolbec (à Bolbec) → leur deuxième fils Armand-Louis François Edmé (1770-guillotiné en avril 1794) ; et 2° 1783 à Henriette Adélaïde du Bouchet de Sourches ci-dessous, sans postérité.
Il est le dernier à porter le titre héréditaire de comte de Roucy. En 1767 il vend son titre de comte de Roucy à un très lointain cousin, Jacques Henri Salomon Joseph de Roucy (1747-1814), seigneur de Manre (sa famille a aussi possédé Termes et Marvaux dans les environs), issu d'Hugues de Thosny et du Bois frère cadet du comte Robert Guiscard ci-dessus, dit le comte de Roucy, maréchal de camp et colonel du régiment de cavalerie de la Reine, époux de Marie Perrine de Scépeaux, mais mort sans postérité en 1814.

## Possesseurs du domaine de Roucy

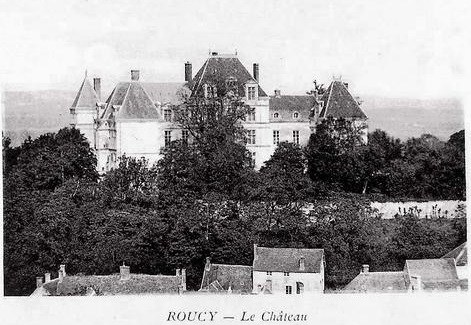
Ancien château de Roucy.

Après ce sont des possesseurs du château, des biens mobiliers et des terres, qui jouent un rôle important dans la vie, politique, économique, caritative du village.
1800-1837 : Henriette Adélaïde du Bouchet de Sourches de Tourzel. Elle devient duchesse de Charost par son mariage en 1783 avec Armand Joseph de Béthune, hérite du domaine de Roucy à la mort de son mari en 1800, mais meurt sans postérité.
1837-1843 : Joséphine (1769-1838), sœur de la précédente, marié en 1788 à Louis de Sainte-Aldegonde-Noircarmes.
Maison d'Imécourt
1843-1872 : leur fille Albertine de Sainte-Aldegonde (1789-1843) épouse en 1808 Charles-Gédéon de Vassinhac d'Imécourt, comte d'Imécourt (1781-1872) (→ un de leurs petits-fils, Ferdinand Charles Marie Maxime de Vassinhac d'Imécourt, sera un gendre du duc Gaston d'Audiffret-Pasquier, et donc un oncle par alliance de Gérard Henri Gaston de Néverlée : cf. ci-dessous).
1872-1890 : Charles Louis Xavier, fils cadet, oncle paternel de Ferdinand Charles ci-dessus, marié à Marguerite Marie Louise Joséphine de Galliffet sœur de Gaston de Galliffet, bienfaitrice à Roucy.
1890-1924 : Madeleine de Vassinhac d'Imécourt (1863-1924), leur fille, cousine germaine de Ferdinand Charles ci-dessus, épousa en 1885 Victor Hugo Kraft Friedrich Willhelm Moritz prince de Hohenlohe-Öhringen (1861-1939 ; neveu de Hugo), divorcée en 1901 ; remariée à Jules Othon/Julius Otto de Wangenheim, chambellan et grand-maréchal de Brunswick.
En 1908, Marguerite de Galliffet met en vente le domaine de Roucy : il est acheté par Gérard Henri Gaston de Néverlée (1881-1917) petit-fils maternel du duc Gaston d'Audiffret-Pasquier et neveu par alliance de Ferdinand Charles de Vassinhac d'Imécourt ci-dessus,
mai 1917 : mort de Gaston de Néverlée sur le plateau de Craonne, époux de Madeleine Picot de Vaulogé. Veuve, cette dernière fit détruire le château alors qu'il avait assez peu souffert des dégâts de la Grande Guerre.